# Europ Assistance
 (avril 2023).
Europ Assistance est une entreprise française créée en 1963. Dès sa fondation l'entreprise a créé le principe de l'assistance aux voyageurs. Le Groupe est aujourd’hui un opérateur international de services d’assistance aux personnes dans les domaines de la santé, du domicile et de la vie familiale, de l’automobile, des voyages et de la conciergerie.
Contrôlé à 100 % par le Groupe Generali, Europ Assistance regroupe 44 sociétés présentes dans 34 pays, qui emploient 8 380 collaborateurs salariés et un réseau de 425 000 partenaires sur le terrain.

## Historique

### Années 1960
En 1963, Europ Assistance est le premier service de protection des personnes se déplaçant à l'étranger. En 1964, création de la filiale belge à Bruxelles, première filiale au-delà des frontières françaises. En 1965, Europ Assistance signe un accord avec le constructeur français d'avions Marcel Dassault pour la mise à disposition permanente d'un Falcon 20 en version sanitaire médicalisée. En 1967, Europ Assistance propose un abonnement États-Unis-Canada-Mexique. Après la Belgique, europ Assistance ouvre une seconde filiale en Italie en 1968.

### Années 1970
En 1977, la société fête son dix millionième client et introduit les premiers contrats couvrant les pays lointains comme le Brésil, le Japon ou le Kenya et ouvre une filiale en Espagne. Un an plus tard, Europ Assistance Belgique affrète le premier « Avion des Neiges » visant à rapatrier les ressortissants belges blessés pendant les vacances de ski dans les Alpes françaises.

### Années 1980
En 1980, ouverture d’une filiale en Allemagne. Un an plus tard, création d'un service de conseils, d'informations et d'assistance répondant aux problèmes de la vie quotidienne et ouverture d’une filiale aux États-Unis. Après l'Europe et l'Amérique, en 1984, Europ Assistance se développe sur un troisième continent : l'Afrique, via la création d'une nouvelle filiale en Afrique du Sud. En 1989, Europ Assistance se lance sur le marché asiatique et ouvre un bureau de représentation en Chine.

### Années 1990
En 1991, Europ Assistance lance l'activité assistance à domicile et s'implante en Grèce en ouvrant une succursale. Europ Assistance lance la téléassistance et créé Europ Assistance Portugal en 1993. En 1996, Europ Assistance s’implante en Argentine, en Autriche, au Brésil, en Hongrie, Pologne, à Singapour et en Suisse. Deux ans plus tard, 115 millions de personnes sont couvertes par Europ Assistance dans le monde, et 3,75 millions de dossiers sont traités dans l'année par 2300 collaborateurs

### Années 2000
En 2000, Europ Assistance lance le premier Baromètre vacances pan-européen sur un échantillon de 3500 Européens (français, allemands, britanniques, italiens, espagnols, belges et autrichiens). Un an plus tard, ouverture d'une filiale russe et tchèque. En 2002, le groupe Generali monte à 100 % dans le capital du groupe Europ Assistance et ouverture d’une filiale en Polynésie française. Martin Vial devient directeur général d’Europ Assistance et succède à Yves Galland. Puis en 2004, Europ Assistance s’implante au Chili.  Le 26 décembre, à la suite du tsunami en Asie du Sud-Est, le groupe Europ Assistance mobilise alors 150 collaborateurs 24 heures sur 24 pour traiter la prise en charge de plus de 1 000 clients.  En 2005, le groupe ouvre une filiale aux Bahamas, au Canada et au Tchad. En 2007, la première solution d'assurance en ligne « Plug & Sell » est lancée. Cette plateforme mondiale de commerce en ligne est spécialement conçue pour les voyagistes, tours opérateurs et compagnies aériennes. La même année Europ Assistance s’implante en Inde et en Roumanie. En 2008, poursuite de l'expansion géographique du groupe avec l'acquisition de 2 compagnies aux États-Unis: GMMI dans le domaine de la Santé en Floride et CSA Travel Protection à San Diego, dans le domaine du Voyage. Un an plus tard, Europ Assistance s'associe avec le groupe Bradesco Seguros pour la création d'une coentreprise au Brésil. Europ Assistance Brésil est aujourd’hui la première compagnie du groupe en nombre d'employés. La même année Europ Assistance s’implante en Serbie.
En 2010, Europ Assistance se dote d'une nouvelle signature mondiale « you live we care » et fait du soutien à l’entrepreneuriat social son engagement mondial en matière de responsabilité sociale d’entreprise et s'associe avec Ashoka. Le groupe se rapproche d'Océalis : Europ Assistance devient l'actionnaire de référence d'Océalis, société française de distribution directe de téléassistance. La même année, ouverture d’une filiale au Cameroun et en Turquie. Un an plus tard, Europ Assistance ouvre une filiale au Congo. Puis en 2012, le groupe ouvre une filiale au Nigéria. Europ Assistance fête 50 ans d'expertise au service de ses 300 millions de clients dans le monde entier en 2013. Et en 2014, Antoine Parisi est nommé directeur général du groupe Europ Assistance.

## Activités
Europ Assistance propose des services d’assistance dans le domaine du voyage - rapatriement médical, assistance voyage, assurance annulation, assurance perte de bagage, etc - et des services d’assistance automobile - assistance routière, garantie mécanique, déclaration de sinistres, géolocalisation, télématique embarquée, etc.
Depuis 2005, Europ Assistance a par ailleurs développé deux nouvelles activités.

## Implantations dans le monde
Europ Assistance est présent via 44 sociétés et succursales dans 34 pays.   

## Actionnaire

Logo de Generali

Generali est l’actionnaire majoritaire d’Europ Assistance depuis sa création et actionnaire unique depuis 2002 à la suite de la sortie cette même année du groupe Fiat détenteur de 40 % du capital depuis 1994.
Actionnaire aux côtés d’Europ Assistance depuis toujours, le groupe Generali est un partenaire avec lequel Europ Assistance réalise près de 15 % de son chiffre d’affaires au niveau mondial.

## Historique des logos
En 2005, Europ Assistance change de logo pour la première fois depuis 1963.  
Et c’est en 2010 qu’Europ Assistance se dote d'un nouveau positionnement et d'une nouvelle signature mondiale « you live we care » (en France, « vous vivez, nous veillons »).  